# Comuna Horodîșce, Șepetivka
Horodîșce (în ucraineană Городище) este o comună în raionul Șepetivka, regiunea Hmelnîțkîi, Ucraina, formată din satele Horodîșce (reședința), Krasnosilka și Pașukî.

## Demografie
Componența lingvistică a comunei Horodîșce
     Ucraineană (97,7%)
     Rusă (1,89%)
     Alte limbi (0,28%)
Conform recensământului din 2001, majoritatea populației comunei Horodîșce era vorbitoare de ucraineană (97,7%), existând în minoritate și vorbitori de rusă (1,89%).